# Nativo digital

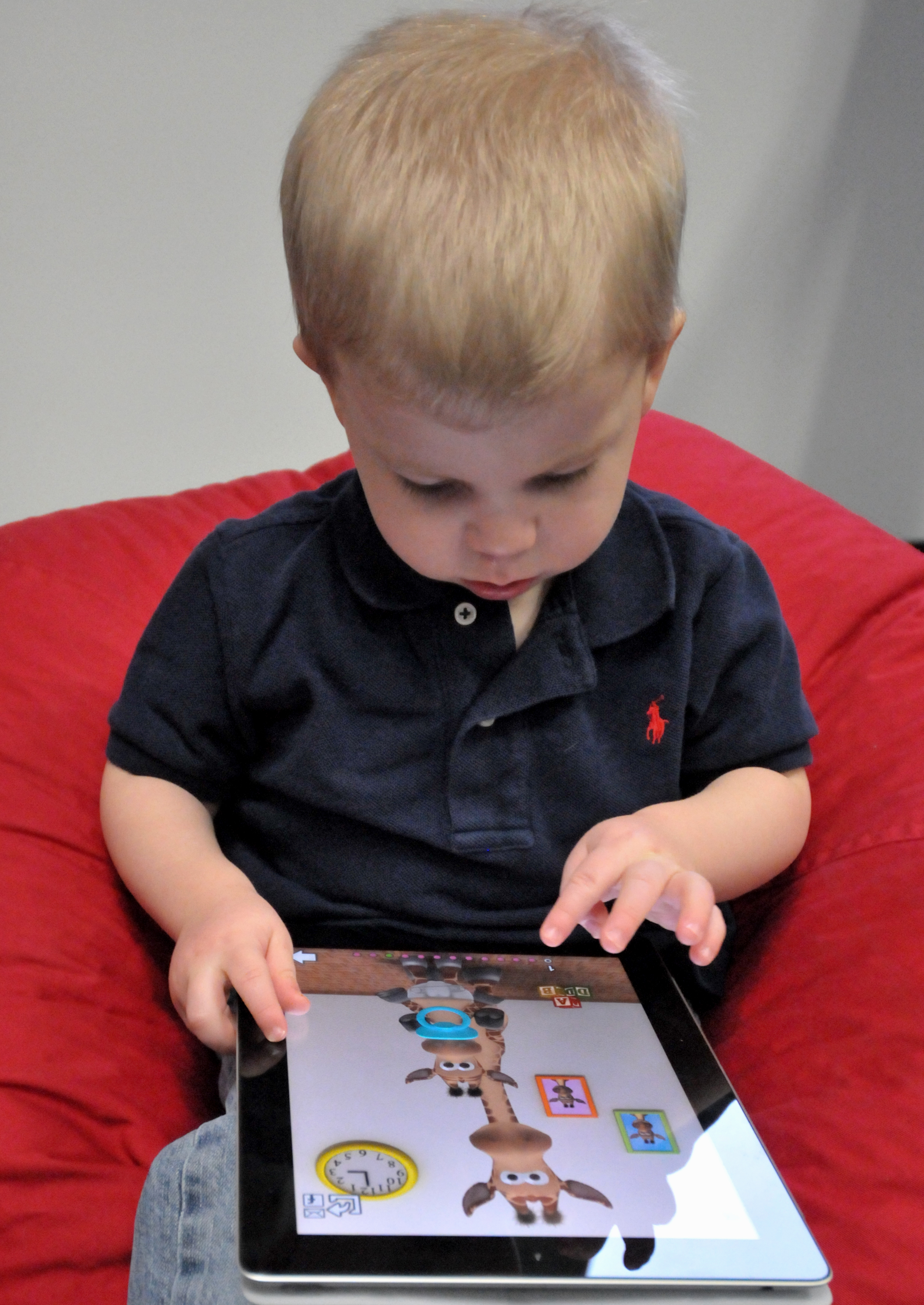
Niño de dieciocho meses de edad, observando y manipulando una tablet.

El nativo digital es una persona que ha crecido en la era digital, en lugar de haber adquirido familiaridad con los sistemas digitales como adulto en cuanto entonces se le debe considerar como un inmigrante digital. Ambos conceptos se usaron ya en 1996, como parte de la Declaración de Independencia del Ciberespacio. A menudo, ambas nociones se utilizan en vinculación al concepto de brecha digital, en lo que se refiere a la diferente capacidad de uso tecnológico que existe entre las personas nacidas a partir de 1980 en adelante y las nacidas con anterioridad.
La tecnología digital comenzó a desarrollarse con fuerza alrededor del año 1978, y por lo tanto, se considera que los que nacieron después de 1979 y tuvieron a su alcance (en el hogar o en establecimientos de estudio y de recreación) tanto ordenadores como teléfonos móviles, podrían considerarse nativos digitales: un ejemplo de esto son los niños y los jóvenes que toman un móvil, una tableta, o un ordenador, y lo utilizan de manera intuitiva, sin necesidad de un aprendizaje especial o de recibir un conveniente entrenamiento previo.

## Origen

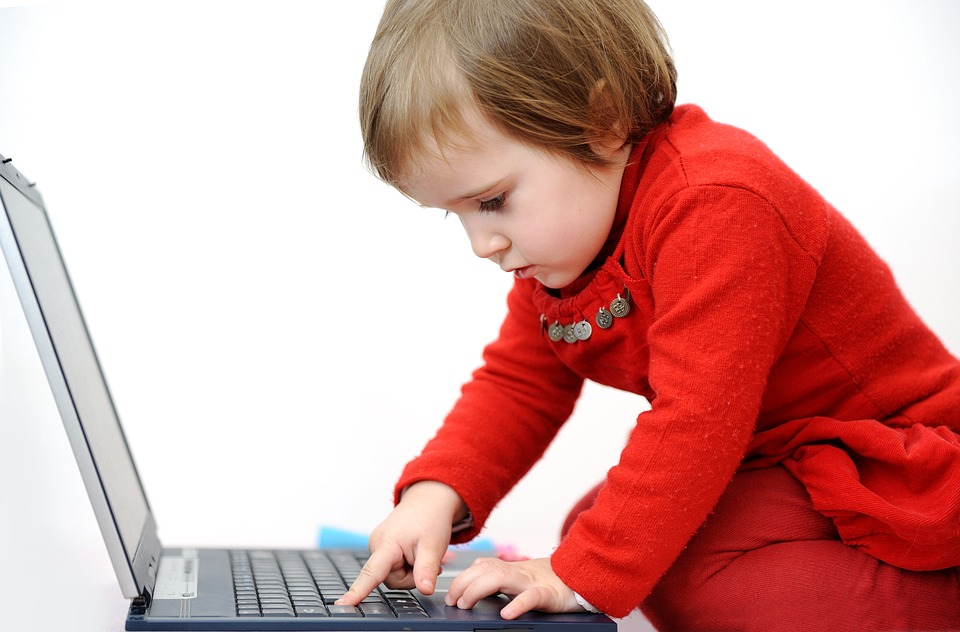
Muchos son los niños que interactúan durante su etapa preescolar, utilizando dispositivos digitales tales como laptops, teléfonos celulares, etcétera.

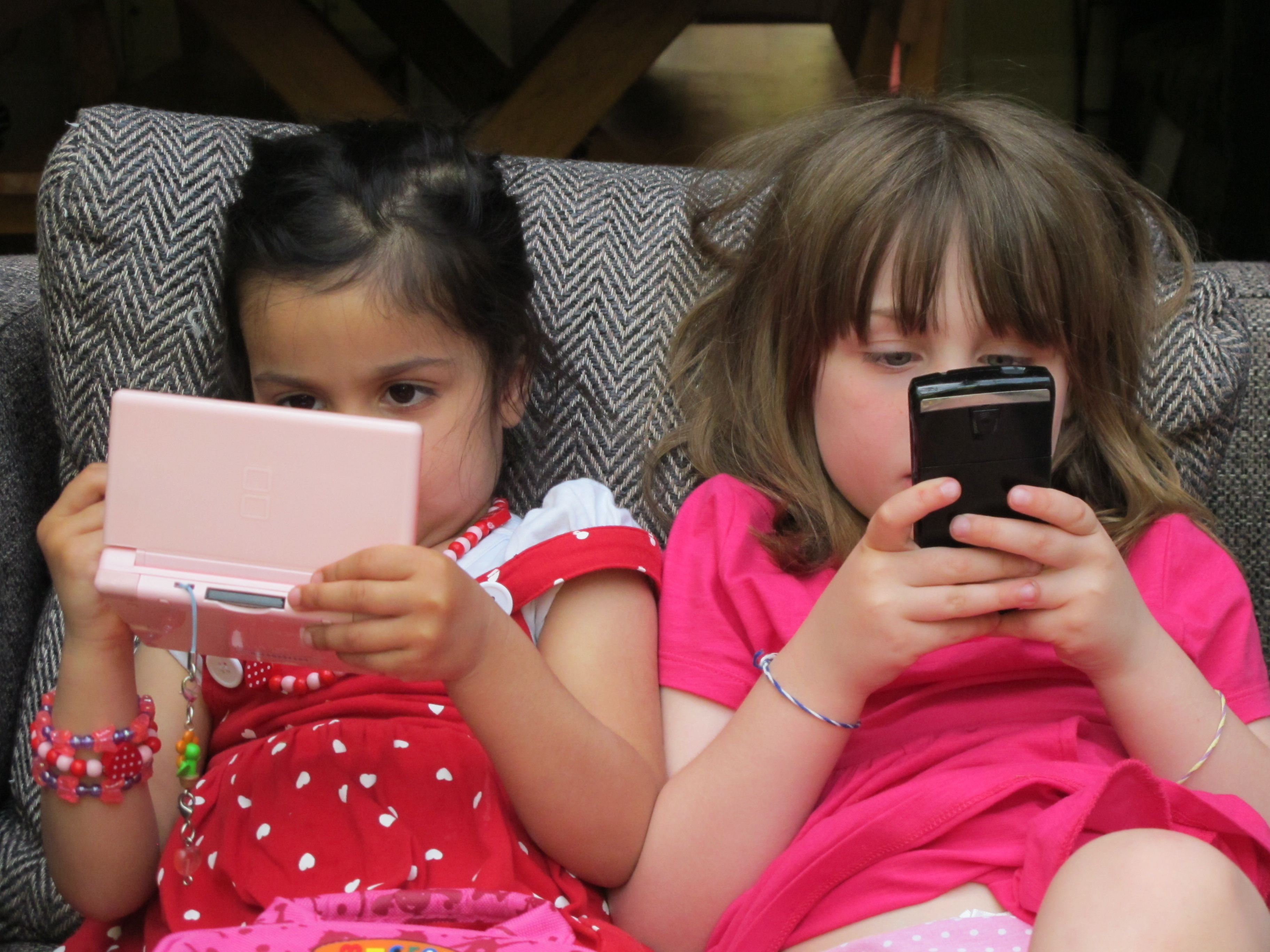
Dos niñas sentadas una junto a la otra, pero muy atentas y muy concentradas en manipular sus respectivos dispositivos digitales.

Marc Prensky es conocido por ser quien divulgó los términos «nativo digital» e «inmigrante digital». Estos aparecieron por primera vez en su artículo Digital Natives, Digital Immigrants del año 2001. El uso de la noción o del concepto de nativo digital, surge a partir de que esas personas podrían ser consideradas como habitantes de otro país o de otra civilización, ya que entre otras cosas, pareciera que han forjado su propio idioma y su propia manera de pensar y de razonar.
El concepto se hizo popular entre educadores y padres de familia, que sus niños encajaban con la definición de Prensky de «nativo digital» y desde ese entonces ha sido una herramienta efectiva de mercadotecnia. Es importante destacar que el papel original de Prensky no tenía un propósito científico y no existían datos empíricos que apoyaran sus términos. Sin embargo, dichos conceptos se han utilizado en literatura académica desde ese entonces, principalmente en el ámbito educativo.
Además, y según el propio Marc Prensky, una de las claves que presenta la era de la enseñanza digital, es que "los educadores, inmigrantes digitales, tienen que especializarse en guiar a los jóvenes, nativos digitales, en el uso de la tecnología y para el aprendizaje efectivo, así motivándolos para que aprendan a través de su propia pasión".
Prensky desde entonces abandonó la metáfora de «nativos digitales» por «Digital Wisdom» . Recientemente la idea se ha propuesto como una alternativa para entender las diferentes formas en que los individuos interactúan con la tecnología digital.
A fines del 2001, Lorenzo Vilches reflexionó sobre los cambios sociales que experimentaban los usuarios en el campo de la televisión, debido al proceso de migración digital, lo que también suponía el desplazamiento hacia un mundo altamente tecnificado, con una nueva economía creada por las tecnologías del conocimiento, y donde el cambio fundamental era el manejo de la información.
En este contexto, Lorenzo Vilches destacaba que en la migración digital, el mundo no se divide entre ricos y pobres, sino entre los que están informados y aquellos que han quedado rezagados y por fuera de las nuevas tecnologías.
Para Lorenzo Vilches, la aparición de las nuevas tecnologías junto con la internacionalización de los mercados, ha provocado una serie de migraciones que afectan a distintos ámbitos: (A) al imaginario tecnológico, ya que en ese ámbito afloran nuevos y antiguos mitos en las narraciones y los contenidos de los medios; (B) al lenguaje y al mercado cultural, donde se promueve el debate sobre la cultura de los nuevos medios y su dependencia de las exigencias comerciales; (C) a las nuevas formas narrativas que son utilizadas; (D) a las conductas de los usuarios, que gracias a la interactividad se convierten en manipuladores de contenidos; y además, (E) a la forma de conocer, archivar, clasificar, y encontrar las imágenes que produce la sociedad.
A lo largo del tiempo, este concepto ha sufrido diversas modificaciones metafóricas desde su primera aparición en 2001 hasta la actualidad, debido a que no estaba completamente validada, debido a que como se mencionó previamente, Prensky no utilizó estos conceptos con propósitos científicos. Por consecuencia esta terminología evolucionó basándose en nuevas críticas y descubrimientos literarios que nos proporcionan la visión que tenemos hoy en día. Actualmente se considera a la idea de los nativos digitales como un mito del aprendizaje, el cual ha tomado relevancia durante los últimos años y con el impacto de la pandemia del COVID-19.

## Nativos digitales e inmigrantes digitales

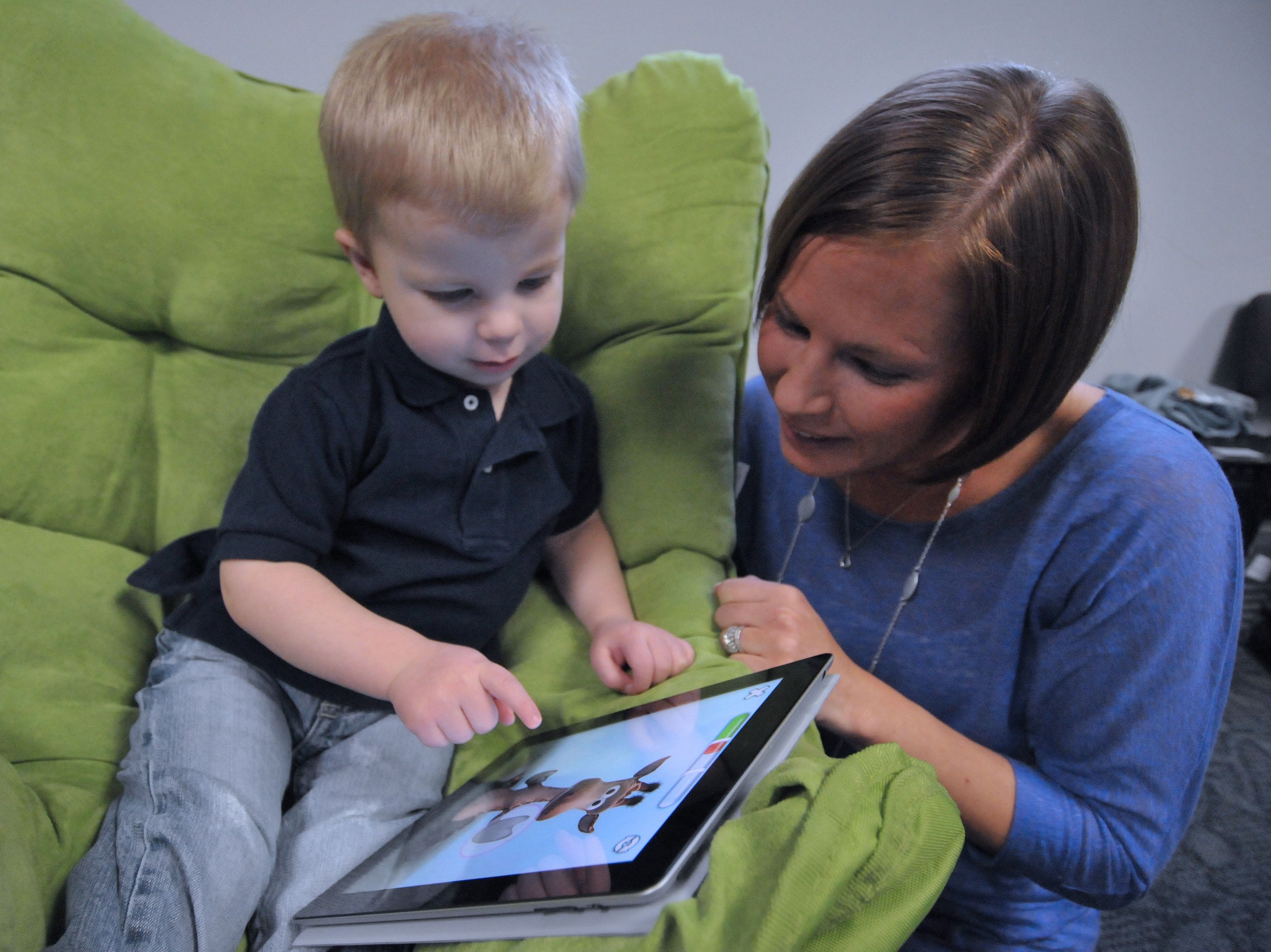
Un niño de 18 meses de edad, con una tableta Apple iPad, junto a su madre.

Marc Prensky describe a los nativos digitales como las personas que, rodeadas desde temprana edad por las nuevas tecnologías y sus dispositivos (por ejemplo: computadoras, videojuegos, cámaras de video, celulares, entre otros) así como de los nuevos medios de comunicación que consumen masivamente, desarrollan en forma espontánea y natural, otra manera de pensar y de entender el mundo. Por oposición, también define al inmigrante digital como la persona nacida y educada antes del auge de las nuevas tecnologías. 
Debido a la notoria división entre los nativos digitales y los inmigrantes digitales, se han presentado conflictos ya que muchas veces se encuentran en diversas situaciones que resultan en conflictos de ideologías de tecnología digital. El régimen diario de la vida de trabajo ha presentado más avances tecnológicos. Con la tecnología avanzando constantemente, resulta complicado para algunos inmigrantes nativos seguir el ritmo.

## Desigualdades sociales
Es importante poder reconocer que a pesar de las diferencias y brechas generacionales entre personas, existen diversos factores los cuales pueden influir en el acceso a las tecnologías en las personas y su adaptación a las mismas. Los jóvenes que no tienen muchas posibilidades de acceder a la tecnología, se encuentran en una gran desventaja, respecto a sus compañeros que si tienen un acceso asequible. Por ejemplo, experimentan distintas dificultades en la educación en el aspecto en el que, realizar una tarea resulta ser mucho más complicado debido a la falta de acceso a internet, dispositivos electrónicos, habilidades digitales eficientes o un ambiente que favorezca su elaboración
En una gran mayoría de casos, el acceso a estos recursos no son proporcionados por las instituciones, ni materiales de capacitación para su uso posterior, por lo cual se ven privados de participar activamente en la nueva era digital. No obstante debido a los efectos de la crisis del COVID-19, en donde muchas escuelas se vieron forzadas a ser cerradas por medidas de seguridad y bajo número de alumnado, fue donde finalmente fue visible esta significativa brecha de desigualdad en términos de accesibilidad a medios digitales.

## Desafíos pedagógicos
Marc Prensky se preguntaba «¿Cómo deberíamos llamar a estos “nuevos” estudiantes de hoy? Algunos se refieren a ellos como la Generación-N [por Net] o como Generación-D [por Digital] (a veces también llamada Generación-Alpha), pero la designación más útil y razonable para los mismos, muy posiblemente sea la de Nativos Digitales. Bien puede decirse que nuestros estudiantes de hoy día son todos “hablantes nativos” del lenguaje digital de los ordenadores, de los videojuegos, y de Internet.»
Este autor enfrenta al nativo digital (alumno tecno-competente) y el inmigrante digital (la escuela tradicional) para mostrar que la simple reproducción de los métodos que funcionaron en el pasado está condenada al fracaso, y provocará sólo el desinterés. Sugiere apoyarse particularmente sobre el potencial que puede entreverse en el uso de los videojuegos en contexto de aprendizaje. Pone así de relieve su capacidad de motivar al joven, y hacerlo activo aprovechando un modo de aprendizaje que refuerza la autonomía y el pensamiento reflexivo. Subraya además la necesidad para la institución escolar de abrirse a otras formas de aprendizaje, y propone reformar la pedagogía vigente en las escuelas desarrollando un entorno de aprendizaje más motivador y acorde con las capacidades de esta nueva generación.
También plantea repensar los currículos conservando solamente lo que es útil, y asociar al futuro las temáticas y conocimientos.
Prensky menciona que la educación es el único gran problema que se enfrenta al mundo digital, ya que los instructores o maestros son inmigrantes digitales, los cuales hablan otra "lengua" (hablando sobre la era pre-digital) algunos les cuesta trabajo enseñar a una población la cual cuenta con otro lenguaje. Los nativos digitales se han expuesto a grandes cantidades de tiempo con tecnología, lo que ha cambiado la forma en la que interactúan y responden a aparatos digitales. Para que los profesores puedan aprender las necesidades de los nativos digitales, necesitan cambiar  la enseñanza educativa tradicional.

## No vemos que no vemos

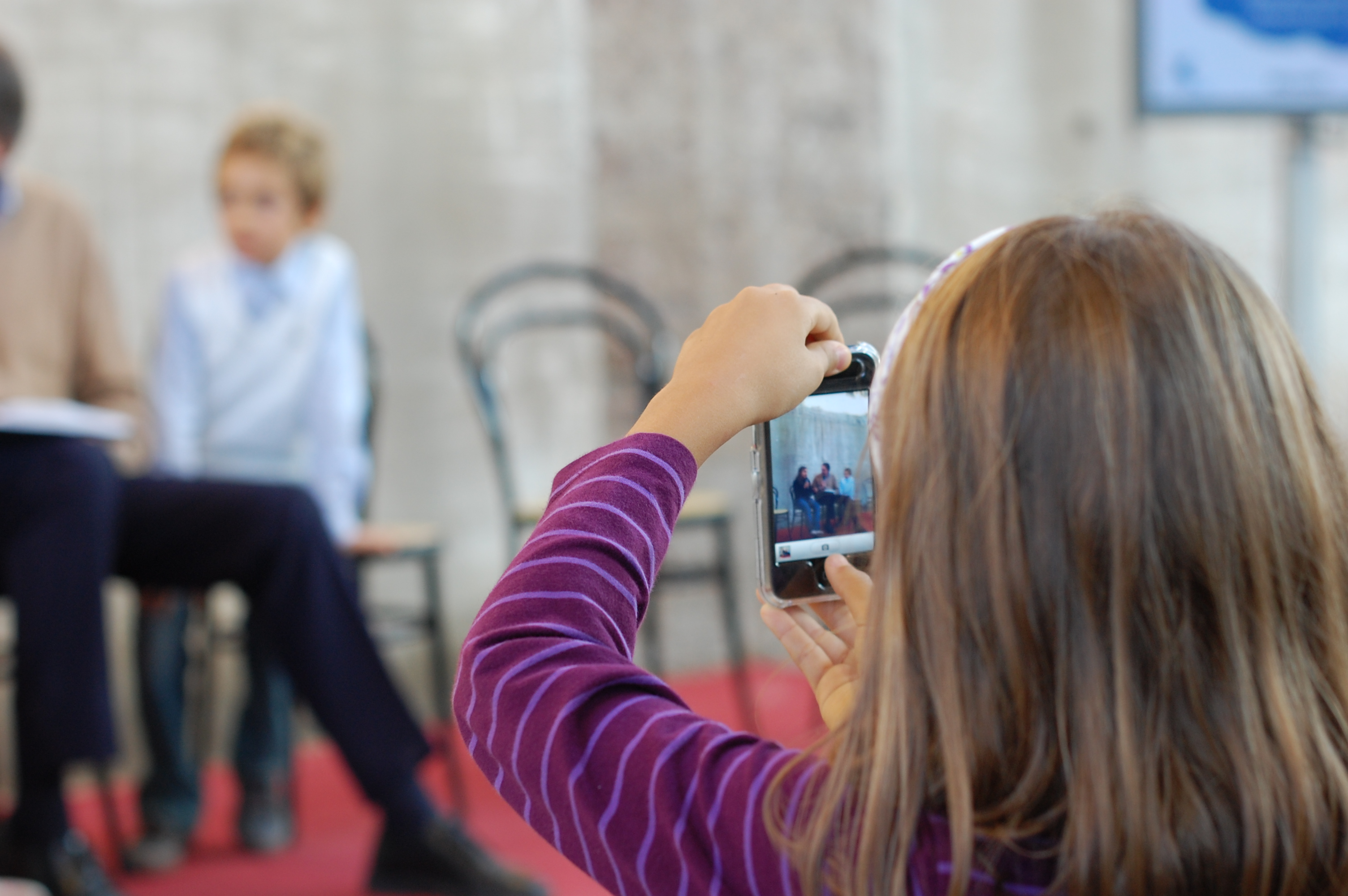
Nativo digital (de espaldas) sacando una foto en Italia

Si Heinz von Foerster (1976) incide en que el pecado original de toda epistemología es que no vemos que no vemos, en el caso escolar la cosa se agrava infinitamente, y la principal responsabilidad es no comprender que los estudiantes de hoy día están cambiando en forma radical, desde su axiología hasta su epistemología, y no son los sujetos para los cuales el sistema educativo fue diseñado durante siglos para tenerlos como su población nativa objetivo.
Los niños que tienen actualmente (año 2020) entre 5 y 15 años, son la primera generación en todo el planeta que ha crecido en contacto con estas nuevas tecnologías. Estos niños han pasado toda su vida rodeados de computadoras, de videojuegos, de teléfonos celulares, y del resto de los gadgets digitales, pero especialmente han crecido respirando la atmósfera de Internet (Manuel Castells 2001[cita requerida]; Prensky, 2006[cita requerida]; Gee, 2003,2007[cita requerida]). Los estudiantes actuales, ya sea que tengan 6 o 20 años (preferentemente la franja de los 5 a los 22 años), podríamos decir que son hablantes nativos del lenguaje de la televisión interactiva, de las computadoras, de los videojuegos, y de Internet. Y los docentes, por más tecnofílicos que sean, nunca sobrepasarán la categoría de los inmigrantes digitales, o de hablantes más o menos competentes en esa segunda lengua.
Para los inmigrantes, lo digital es una segunda lengua, y se nota en todo lo que hacen. Es un acento que matiza todas sus actividades y que se refleja fundamentalmente en su vida académica y profesional.
Por ejemplo, algunos comportamientos típicos son, que ingresan a Internet cuando no encuentran un libro que previamente da cuenta del problema que les interesa; antes de usar un aparato leen el manual, o previo a ejecutar un programa, necesitan saber cuál es la tecla que deben pulsar. Una de las diferencias que más los caracteriza es el tiempo, es decir, los nativos están muy acostumbrados a recibir y procesar la información mucho más rápidamente que los inmigrantes. Los nativos acostumbran a realizar multi-tareas, y en cambio, los inmigrantes digitales, si bien en algunos casos logran reconocer a esto como una habilidad especial, en otros casos suelen dudar que los niños puedan aprender mientras ven televisión, escuchan música, y están conectados.
Es importante reconocer que la mayoría de los docentes siguen considerando a los niños y los jóvenes actuales como los estudiantes de otras épocas, creyendo además que los métodos de enseñanza que resultaron favorables en ese momento, puedan tener el mismo resultado con estos nativos digitales. Los docentes no están familiarizados completamente con estas nuevas metodologías, y son reacios a la innovación; a raíz de esto, la Confederación Española de Centros de Enseñanzas (CECE) informa que el 40% de los docentes no utiliza las TIC por falta de formación. Es por ello que a menudo los docentes (inmigrantes digitales) hacen de la educación algo no demasiado atractivo, a diferencia con todo lo demás que experimentan en su vida cotidiana estos niños y jóvenes que utilizan y aplican con gran fluidez el lenguaje digital.

## Otra mirada sobre los nativos digitales

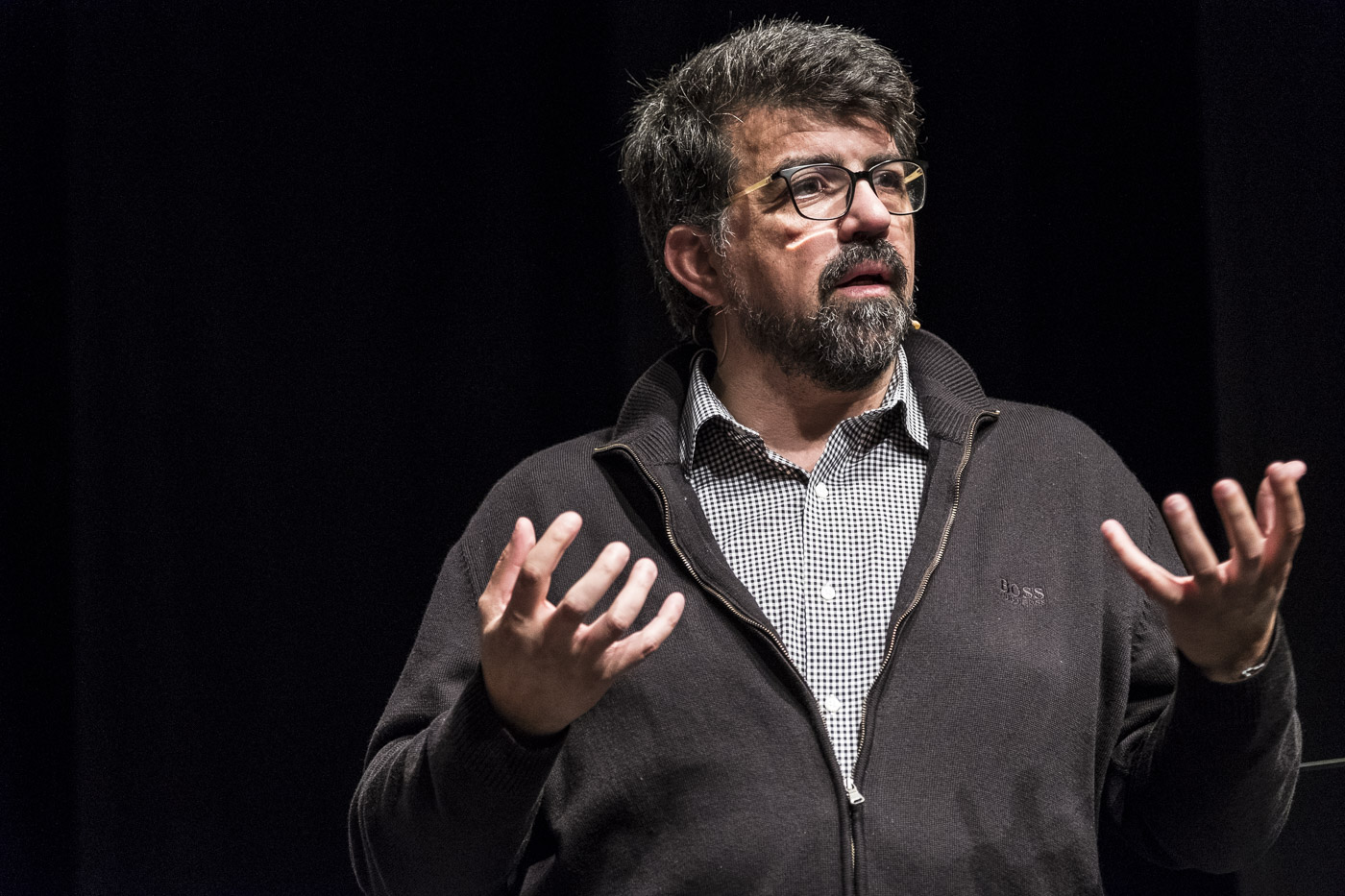
Genís Roca, experto español en Internet

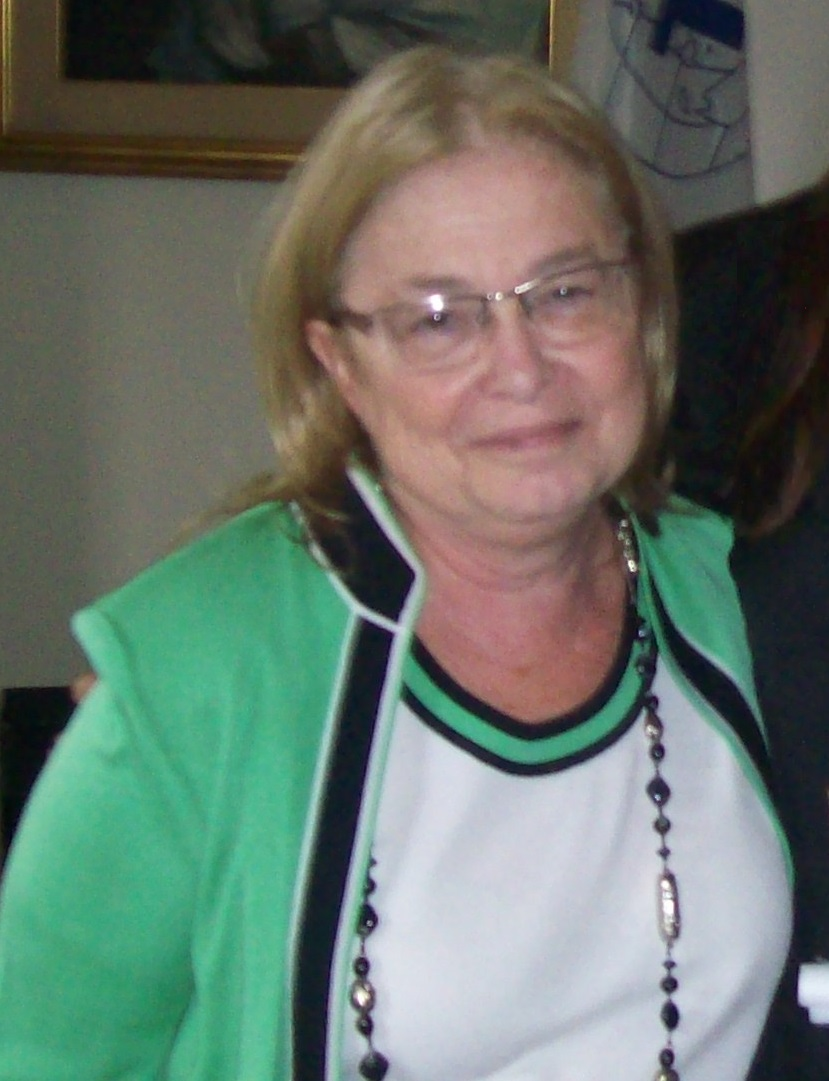
Edith Litwin, escritora y pedagoga argentina especializada en Ciencias de la Educación

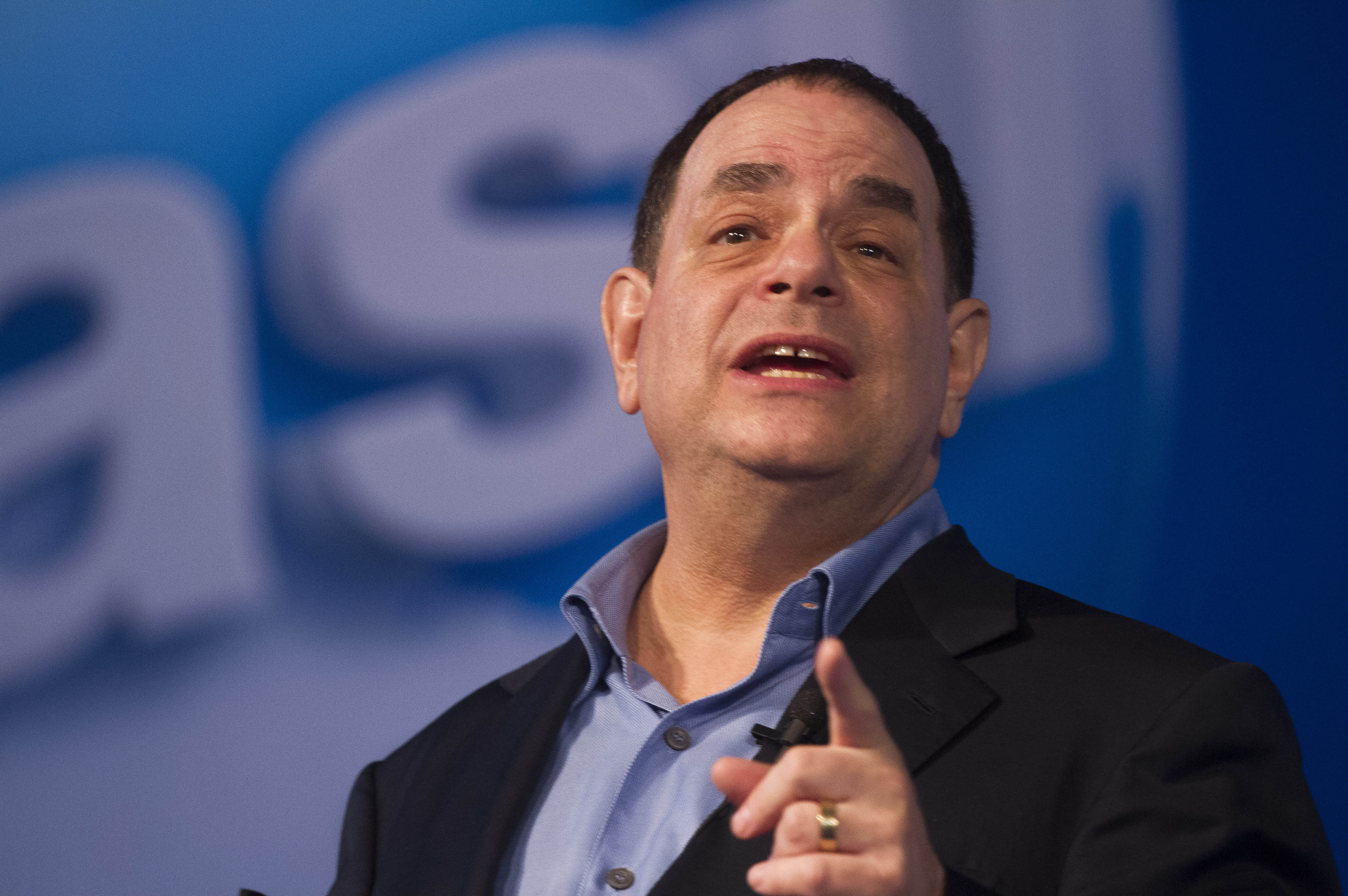
Marc Prensky el 29 de enero de 2013, durante el evento ‘Campus Party Brasil’ de ese año.

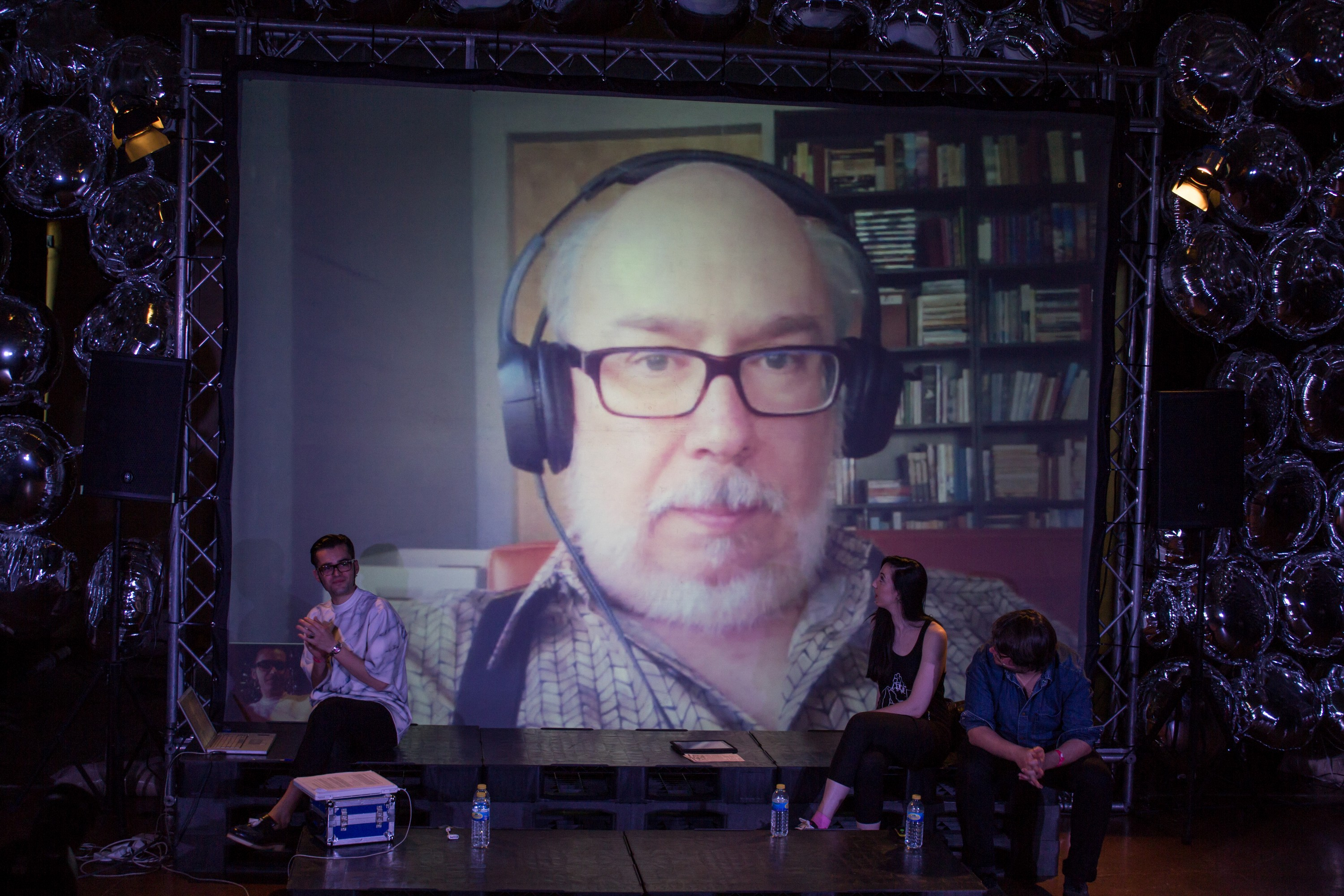
Henry Jenkins en el Festival Internacional de Acción Artística Estrella Levante SOS 4.8 2014, llevado a cabo en Murcia

Genís Roca refiriéndose a este tema, aporta que tomar como criterio la edad para diferenciar a los nativos digitales de los inmigrantes digitales, no es un criterio muy acertado, ya que en realidad no es el elemento fundamental para determinar las prácticas digitales que una persona desarrolla y pone en práctica. Y propone otra forma de categorizar a quienes manejan las nuevas tecnologías, no estrictamente en función de una franja etaria sino a partir del tiempo y uso cotidiano de las tecnologías digitales. Sostiene también que es importante el hecho de que esta experiencia digital se relacione con la resolución de problemas y con el logro de objetivos. De esta manera, asegura Roca, podemos encontrar gente joven que tiene acceso a las tecnologías digitales pero que no entraría en esta categoría de “nativo digital”, ya que no cumple con las cualidades antes citadas. Y en cambio, hay sí otros adultos, que por cierto se encuentran inmersos y bien integrados en las actividades tecnológicas, alejándose pues de la categoría de “inmigrante digital” y en algún sentido acercándose a los “nativos digitales”. Por tanto, lo que define y marca la diferencia, no es estrictamente la fecha de nacimiento de alguien, sino la actitud y el nivel de uso de lo digital por parte del sujeto, para la resolución de los problemas que se le plantean.
Desde otro punto de vista, la generación de los nativos digitales por cierto no es homogénea, pues si bien, en mayor o menor medida, éstos conocen y hacen uso de la tecnología, no todos presentan el mismo nivel de conocimiento y de habilidades tecnológicas. Las diferencias dentro mismo de la llamada “generación digital” son tan importantes como las diferencias entre una generación y la siguiente (o la anterior).
Genís Roca, quien trabaja con niños en riesgo de exclusión social, afirma que la edad no lo es todo. Estos niños no suelen tener ni apoyo familiar ni acceso fluido a esas herramientas, aunque cuando esto es subsanado, fácilmente suelen ponerse al día dada la rapidez de su asimilación y aprendizaje.
Por otro lado, Henry Jenkins afirma que las nuevas culturas de participación han sido construidas por jóvenes y adultos trabajando juntos. Habla de una cultura participativa a través de los blog y de las redes sociales, donde todos interactúan cotidianamente sin tener en cuenta sus respectivas edades.
Los jóvenes utilizan muy bien la tecnología para pasar el tiempo y para comunicarse a través de las redes sociales, así como para utilizar los juegos en línea, pero no suelen conocer bien la forma de utilizar sus habilidades tecnológicas en las escuelas.
Por su parte, Edith Litwin plantea que las tecnologías bien utilizadas por el docente permiten atraer la atención de los alumnos, ya que éstos están inmersos en un mundo de imágenes.